# 埃彭多夫
埃彭多夫（德語：Eppendorf）是德国萨克森州的市镇，隶属于中萨克森县。总面积为33.88平方千米，截至2023年12月31日总人口为3,894人。